# Daniel Christian Glöckner
Daniel Christian Glöckner (* 9. August 1977 als Daniel Glöckner in Gelnhausen) ist ein deutscher Politiker (FDP). Er war von 2017 bis 2023 Bürgermeister von Gelnhausen.

## Leben
Daniel Glöckner wuchs in Gelnhausen auf. Er machte 1997 am Grimmelshausen-Gymnasium Abitur und absolvierte ein Duales Studium als Diplom-Betriebswirt beim Automobilzulieferer Veritas. Ab 2009 leitete er dort den Bereich Konzernkommunikation. Von 2012 bis 2014 studierte er berufsbegleitend Kommunikationswissenschaften an der FOM – Hochschule für Oekonomie und Management in Frankfurt am Main und erwarb darin seinen Master.

## Politik
Bei der Kommunalwahl 2001 zog Christian Glöckner in die Stadtverordnetenversammlung von Gelnhausen ein. Er war Vorsitzender des Kulturausschusses und ab 2016 ehrenamtliches Mitglied des Magistrats.
Nachdem der vorherige Bürgermeister Thorsten Stolz (SPD) 2017 zum Landrat des Main-Kinzig-Kreises gewählt worden war, bewarb Glöckner sich für dessen bisheriges Amt. Er setzte sich in der Stichwahl am 15. Oktober 2017 mit 63,5 Prozent der Stimmen gegen Kerstin Schüler von der SPD durch. Bei der Wahl am 21. Mai 2023 verpasste er mit nur 60 Stimmen Abstand den Einzug in die Stichwahl und schied damit aus dem Amt aus.

## Belege
1. ↑  Daniel Glöckner – Bürgermeister Gelnhausen. Abgerufen am 5. Februar 2025.
2. ↑  Daniel Glöckner kandidiert als Bürgermeister. In: Offenbach-Post. 12. Dezember 2019, abgerufen am 1. Februar 2024.
3. ↑  Daniel Glöckner (FDP) klarer Stichwahl-Sieger - SPD-Kandidatin ohne Chance. In: Osthessen News. 16. Oktober 2017, abgerufen am 1. Februar 2024.
4. ↑  Simplicius sitzt im Parlament. In: Gelnhäuser Neue Zeitung. 7. April 2001 (buergerfuergelnhausen.de [abgerufen am 1. Februar 2024]).
5. ↑  Yvonne Backhaus-Arnold: Bürgermeisterwahl Gelnhausen: Der Impulsgeber. In: Offenbach-Post. 12. Dezember 2019, abgerufen am 1. Februar 2024.
6. ↑  Daniel Glöckner wird Bürgermeister von Gelnhausen. In: Die Welt. 15. Oktober 2017, abgerufen am 1. Februar 2024.
7. ↑  Matthias Abel, David Meister: Wahlempfehlung vom abgewählten Bürgermeister? Das sagt Daniel Glöckner vor der Stichwahl. In: Gelnhäuser Neue Zeitung. 4. Juni 2023, abgerufen am 1. Februar 2024.

| Personendaten    | Personendaten                                           |
| ---------------- | ------------------------------------------------------- |
| NAME             | Glöckner, Daniel Christian                              |
| ALTERNATIVNAMEN  | Glöckner, Daniel                                        |
| KURZBESCHREIBUNG | deutscher Politiker (FDP), Bürgermeister von Gelnhausen |
| GEBURTSDATUM     | 9. August 1977                                          |
| GEBURTSORT       | Gelnhausen                                              |